# فهرست سرخ منطقه‌ای
فهرست سرخ منطقه‌ای، گزارشی از وضعیت در معرض تهدید گونه‌ها در یک کشور یا منطقه خاص است. این بر اساس فهرست سرخ IUCN از گونه‌های در معرض خطر، فهرستی از وضعیت حفاظت از گونه‌ها در مقیاس جهانی است. فهرست سرخ منطقه‌ای خطر انقراض گونه‌ها را در یک واحد مدیریت سیاسی ارزیابی می‌کند و بنابراین ممکن است مستقیماً به برنامه‌ریزی ملی و منطقه‌ای وارد شود. این پروژه توسط انجمن جانورشناسی لندن، اتحادیه بین‌المللی حفاظت از طبیعت (IUCN) و شریکان در دولت‌های ملی، دانشگاه‌ها و سازمان‌ها در سراسر جهان هماهنگ می‌شود.
فهرست‌های سرخ منطقه‌ای ممکن است به کشورها یا مناطق کمک کند:
- تعیین وضعیت حفاظتی و روند گونه‌ها
- شناسایی گونه‌ها یا اکوسیستم‌هایی که در معرض بیشترین تهدید قرار دارند
- اطلاع‌رسانی برنامه‌ریزی حفاظت و تعیین اولویت
- افزایش آگاهی در مورد گونه‌های در خطر انقراض